# Sascha Blonder

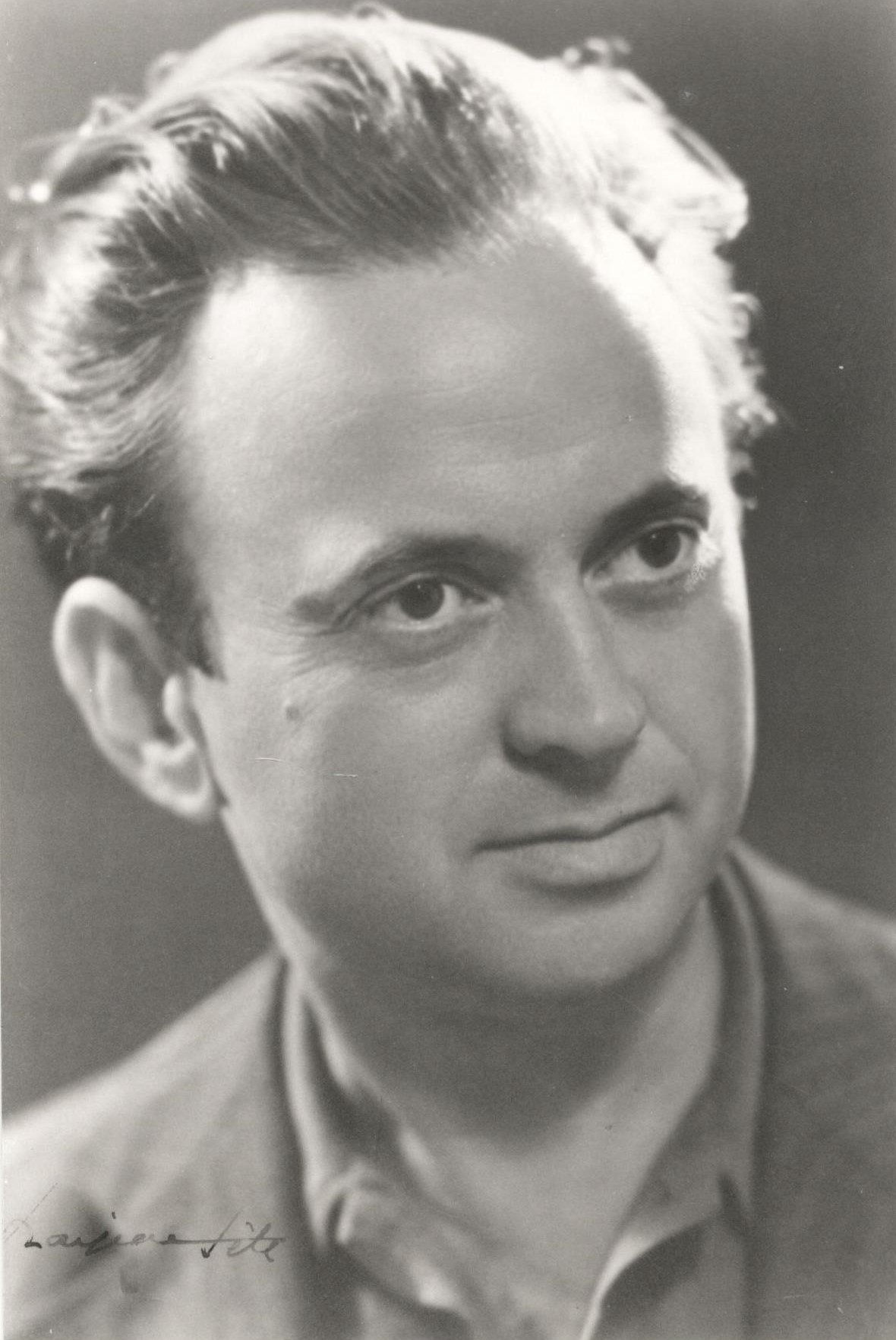
Sascha Blonder (1948)

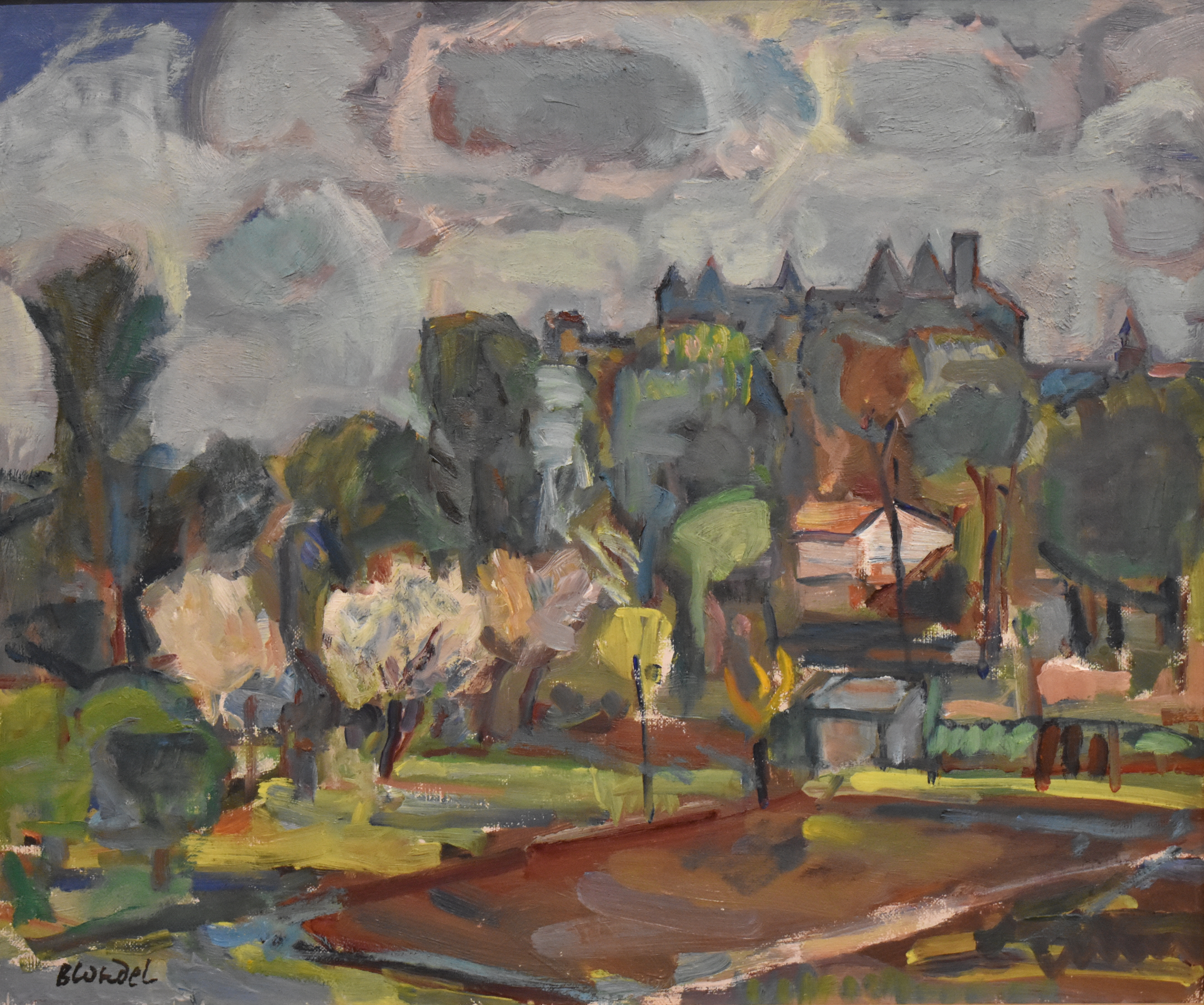
Cité de Carcassonne

Sascha Blonder (Alexander Blonder, Deckname André Blondel; geboren 27. Mai 1909 in Tschortkiw (Österreich-Ungarn); gestorben 22. Juni 1949 in Paris) war ein polnischer Maler jüdischer Abstammung, in Paris tätig.

## Leben
Sascha Blonder kam 1926 zum ersten Mal nach Paris. Er studierte 1930–1932 Architektur an der École nationale supérieure des beaux-arts de Paris sowie 1932–1936 Malerei an der Akademie der Bildenden Künste Krakau bei Teodor Axentowicz, Władysław Jarocki und Fryderyk Pautsch. Er war Mitglied der linksgerichteten Studentengruppe „Grupa Krakowska“ und nahm teil 1933–1937 an den Ausstellungen dieser Gruppe.
1937 kam er nach Paris und war dort unter dem Decknamen André Blondel tätig. Seine Weltanschauung wurde vom Kommunismus geprägt.
Seine Werke waren zuerst vom Kolorismus beeinflusst, später wandte er sich zur abstrakten Kunst und zum Surrealismus. Er schuf Stillleben, Landschaften sowie figurative Kompositionen. Einige Werke waren dem Judentum gewidmet.
1939 wurde er zur polnischen Armee in Frankreich berufen, 1940 wurde er entlassen und kam nach Toulouse.
Er verbrachte den Zweiten Weltkrieg in Frankreich, wo es ihm gelang, seine Abstammung zu verheimlichen. Er wohnte 1943–1948 in Carcassonne mit seiner Ehefrau Louise Bonfils. 1948 kam er nach Sceaux und dann nach Paris.